# Bundesliga austriacka w piłce nożnej (2004/2005)
Bundesliga 2004/2005 (znana jako T-Mobile Bundesliga ze względów sponsorskich) była 94 edycją najwyższej klasy rozgrywkowej piłki nożnej na Austrii.
Brało w nim udział 10 drużyn, które w okresie od 13 lipca 2004 do 29 maja 2005 rozegrały 36 kolejek meczów.
Obrońcą tytułu była drużyna Grazer AK. Mistrzostwo po raz trzydziesty pierwszy w historii zdobyła drużyna Rapid Wiedeń.

## Drużyny
| Uczestnicy poprzedniej edycji                                                                                 | Uczestnicy poprzedniej edycji | Uczestnicy poprzedniej edycji | Uczestnicy poprzedniej edycji |
| --- | ----------------------------- | ----------------------------- | ----------------------------- |
| GAK | Grazer AK                     | 1                             |                               |
| AWI | Austria Wiedeń                | 2                             |                               |
| SVP | FC Pasching                   | 3                             |                               |
| RPD | Rapid Wiedeń                  | 4                             |                               |
| SWB | Schwarz-Weiß Bregenz          | 5                             |                               |
| ADM | Admira Wacker                 | 6                             |                               |
| SAL | Austria Salzburg              | 7                             |                               |
| MAT | SV Mattersburg                | 8                             |                               |
| STR | Sturm Graz                    | 9                             |                               |
| Awans z I ligi                                                                                                |                               |                               |                               |
| WKR | Wacker Tirol                  | 1                             |                               |
| Oznaczenia: - kolumna pierwsza – skróty nazw drużyn, - kolumna trzecia – miejsce zajęte w poprzednim sezonie. |                               |                               |                               |

## Tabela
| Lp. | Drużyna                  | M  | Z  | R  | P  | B+ | B– | +/– | Pkt | Kwalifikacja lub spadek                      |
| --- | ------------------------ | -- | -- | -- | -- | -- | -- | --- | --- | -------------------------------------------- |
| 1   | Rapid Wiedeń (M)         | 36 | 21 | 8  | 7  | 67 | 31 | +36 | 71  | Liga Mistrzów UEFA • II runda kwalifikacyjna |
| 2   | Grazer AK                | 36 | 21 | 7  | 8  | 58 | 28 | +30 | 70  | Puchar UEFA • II runda kwalifikacyjna        |
| 3   | Austria Wiedeń (P)       | 36 | 19 | 12 | 5  | 64 | 24 | +40 | 69  | Puchar UEFA • II runda kwalifikacyjna        |
| 4   | Pasching                 | 36 | 17 | 9  | 10 | 53 | 48 | +5  | 60  | Puchar UEFA • II runda kwalifikacyjna        |
| 5   | SV Mattersburg           | 36 | 12 | 9  | 15 | 48 | 58 | −10 | 45  |                                              |
| 6   | Wacker Tirol             | 36 | 11 | 11 | 14 | 48 | 48 | 0   | 44  |                                              |
| 7   | Sturm Graz               | 36 | 10 | 10 | 16 | 37 | 47 | −10 | 40  | Puchar Intertoto UEFA (2005)                 |
| 8   | Admira Wacker Mödling    | 36 | 10 | 8  | 18 | 36 | 63 | −27 | 38  |                                              |
| 9   | Austria Salzburg         | 36 | 9  | 9  | 18 | 37 | 51 | −14 | 36  |                                              |
| 10  | Schwarz-Weiß Bregenz (S) | 36 | 4  | 9  | 23 | 30 | 80 | −50 | 21  | spadek do Austrian Landesliga                |

## Wyniki
| Gospodarz \ Gość      | ADM | SAL | AWI | BRE | GAK | MAT | PAS | RWI | STU | WKR | ADM | SAL | AWI | BRE | GAK | MAT | PAS | RWI | STU | WKR |
| --------------------- | --- | --- | --- | --- | --- | --- | --- | --- | --- | --- | --- | --- | --- | --- | --- | --- | --- | --- | --- | --- |
| Admira Wacker Mödling |     | 0–2 | 0–5 | 3–0 | 2–0 | 3–1 | 2–4 | 1–0 | 0–0 | 0–2 |     | 1–1 | 2–2 | 0–1 | 1–4 | 0–1 | 0–2 | 0–1 | 1–1 | 1–0 |
| Austria Salzburg      | 4–2 |     | 1–1 | 4–2 | 0–1 | 2–0 | 1–1 | 0–1 | 1–0 | 0–0 | 0–1 |     | 0–1 | 2–1 | 0–1 | 1–2 | 0–1 | 4–1 | 1–0 | 1–1 |
| Austria Wiedeń        | 2–1 | 2–0 |     | 2–0 | 0–0 | 2–0 | 1–2 | 1–1 | 3–0 | 2–2 | 5–1 | 3–1 |     | 1–1 | 0–3 | 0–0 | 4–0 | 1–0 | 2–2 | 1–0 |
| Schwarz-Weiß Bregenz  | 1–1 | 1–1 | 0–9 |     | 1–3 | 2–1 | 2–3 | 1–5 | 2–1 | 3–2 | 0–1 | 1–2 | 0–1 |     | 0–1 | 0–0 | 1–1 | 0–2 | 1–1 | 0–3 |
| Grazer AK             | 0–0 | 1–0 | 0–1 | 3–0 |     | 1–1 | 2–1 | 2–2 | 1–0 | 2–1 | 5–2 | 1–0 | 0–0 | 2–0 |     | 5–1 | 1–2 | 3–1 | 4–0 | 2–1 |
| SV Mattersburg        | 3–0 | 5–3 | 0–0 | 5–2 | 0–1 |     | 3–0 | 0–0 | 1–1 | 2–1 | 2–3 | 2–0 | 2–1 | 2–2 | 3–1 |     | 1–1 | 1–0 | 1–3 | 1–1 |
| Pasching              | 0–3 | 2–1 | 2–1 | 4–0 | 1–2 | 4–0 |     | 2–1 | 3–0 | 3–2 | 1–1 | 1–1 | 1–1 | 2–0 | 0–3 | 1–0 |     | 1–1 | 2–1 | 1–1 |
| Rapid Wiedeń          | 2–1 | 0–0 | 1–1 | 2–1 | 2–1 | 3–0 | 3–0 |     | 2–0 | 4–1 | 6–0 | 5–0 | 0–1 | 4–1 | 1–0 | 2–1 | 2–1 |     | 4–1 | 2–2 |
| Sturm Graz            | 1–0 | 3–1 | 0–2 | 0–0 | 1–0 | 3–1 | 1–2 | 0–1 |     | 3–1 | 0–0 | 3–1 | 1–0 | 2–0 | 1–1 | 2–3 | 3–0 | 1–1 |     | 0–0 |
| Wacker Tirol          | 0–2 | 3–1 | 0–2 | 1–1 | 1–0 | 5–1 | 2–1 | 0–2 | 2–1 |     | 4–0 | 0–0 | 0–3 | 3–2 | 1–1 | 2–1 | 0–0 | 1–2 | 2–0 |     |

## Najlepsi strzelcy
| Bramki | Strzelcy          | Drużyna              |
| ------ | ----------------- | -------------------- |
| 21     | Christian Mayrleb | ASKÖ Pasching        |
| 19     | Sigurd Rushfeldt  | Austria Wiedeń       |
| 15     | Mario Bazina      | Grazer AK            |
| 15     | Roland Kollmann   | Grazer AK            |
| 13     | Axel Lawarée      | Rapid Wiedeń         |
| 12     | Wolfgang Mair     | Wacker Tirol         |
| 12     | Samuel Koejoe     | Wacker Tirol         |
| 10     | Ivica Vastić      | Austria Wiedeń       |
| 10     | Stefan Jansen     | Schwarz-Weiß Bregenz |

Źródło:.

## Stadiony
| Admira Wacker Mödling  |
| ---------------------- |
| Bundesstadion Südstadt |
| 12 000                 |
|                        |

| Austria Salzburg |
| ---------------- |
| Red Bull Arena   |
| 18 200           |
|                  |

| Austria Wiedeń     |
| ------------------ |
| Franz Horr Stadion |
| 17 500             |
|                    |

| Grazer AK Sturm Graz          |
| ----------------------------- |
| Arnold Schwarzenegger Stadion |
| 16 364                        |
|                               |

| SV Mattersburg |
| -------------- |
| Pappelstadion  |
| 15 100         |
|                |

| Pasching    |
| ----------- |
| Waldstadion |
| 6 009       |
|             |

| Rapid Wiedeń            |
| ----------------------- |
| Gerhard-Hanappi-Stadion |
| 18 442                  |
|                         |

| Schwarz-Weiß Bregenz |
| -------------------- |
| Casino Stadion       |
| 12 000               |
|                      |

| Wacker Tirol      |
| ----------------- |
| Tivoli Neu        |
| Pojemność: 16 008 |
|                   |

Źródło:.